# Néstor Antonio de Vicente
Néstor Antonio de Vicente (Avellaneda, Buenos Aires, Argentina; 15 de marzo de 1934-Idem; 22 de mayo de 2007) fue un futbolista argentino. Fue el lateral derecho del plantel campeón en 1958 y 1961 del Racing Club. Fue el padre del también futbolista Néstor Adrián de Vicente.

## Carrera
Reemplazó en el lateral derecho a Juan Carlos Giménez en el Racing Club tricampeón. Debutó el 16 de junio de 1957 en la victoria por 2-0 ante Club Atlético Ferro. Fue parte de los planteles campeones del equipo en 1958 y 1961. Su último partido fue el 20 de febrero de 1962, en la primera participación de la Academia por la Copa Libertadores de 1962. En total disputó 80 partidos, sin convertir ningún gol. Con una altura de 1,76 cm y un peso de 76 kg.
Jugó en más de 200 partidos en Racing Club entre 1956 y 1960, y que estuvo conformado por jugadores como Osvaldo Negri, Pedro Dellacha, Juan Carlos Murúa, Vladislao Cap, Juan Carlos Gianella, Orestes Corbatta, Juan José Pizzuti, Pedro Manfredini, Rubén Sosa y Raúl Oscar Belén.
Su hijo Néstor Adrián de Vicente, nacido el 25 de julio de 1964, siguió los pasos de su padre tras integrar el mismo equipo en el que Néstor Antonio había hecho carrera décadas atrás. Néstor Adrián murió en un terrible accidente automovilístico a los 46 años el 20 de marzo de 2011.
Néstor Antonio falleció a los 73 años tras una larga enfermedad el 22 de mayo de 2007.